# Marest
Marest é uma comuna francesa na região administrativa de Altos da França, no departamento de Pas-de-Calais. Estende-se por uma área de 3,16 km². Em 2010 a comuna tinha 289 habitantes (densidade: 91,5 hab./km²).